# One Point O
One Point O és una pel·lícula de thriller i ciència-ficció del 2004, dirigida per Jeff Renfroe i protagonitzada per Richard Rees, Deborah Kara Unge, Jeremy Sisto i Lance Henriksen.

## Sinopsi
En Simon, un tècnic informàtic, viu en un món futurista on les càmeres espien tots els moviments. Un dia, s'adona que algú ha deixat un paquet per a ell dins del seu apartament. Malgrat tots els seus esforços per mantenir el lloc en seguretat, continuen apareixent paquets al seu apartament. En Simon acabarà agafant una paranoia amb tots aquests esdeveniments.

## Repartiment
- Jeremy Sisto: Simon J.
- Deborah Kara Unger: Trish
- Lance Henriksen: Howard
- Eugene Byrd: Nile
- Bruce Payne: The Neighbour
- Udo Kier: Derrick
- Ana Maria Popa: Alice
- Emil Hostina: Landlord
- Sebastian Knapp: Harris
- Constantin Cotimanis: Polanski
- Matt Devlen: Cashier
- Richard Rees: Hiep Pham
- Lucia Maier: Alley Woman
- Roxana Ciuhulescu: Tall Woman
- Michael Weinberg: Bartender